# Gefangen im Netz
Gefangen im Netz (Originaltitel V síti) ist ein Dokumentarfilm von Barbora Chalupová und Vít Klusák. Mit der Unterstützung von Schauspielerinnen zeigen sie, wie Minderjährige in den sozialen Medien leicht Opfer von Missbrauch werden können. Der Film kam Ende Februar 2020 in die tschechischen Kinos. Der Kinostart in Deutschland erfolgte am 24. Juni 2021.

## Inhalt
Drei Schauspielerinnen, die aussehen wie junge Mädchen, werden zehn Tage lang in ihren „Kinderzimmern“ gezeigt, wie sie sich auf Facebook, Skype, Twitter und Snapchat durch die sozialen Medien bewegen. In dieser Zeit begegnen sie fast 2.500 Männern mit teilweise sehr eindeutigen Absichten. Die meisten fragen nach Sex am Bildschirm und schicken explizite Fotos oder Links zu Pornoseiten. Einige von ihnen versuchen, die Mädchen zu erpressen.
Tereza Těžká tritt hier unter dem Namen Michaela Soukupová auf, Anežka Pithartová als Týna Junová und Sabina Dlouhá als Nikola Komárková.

## Kindesmissbrauch im Internet
Das bisher tabuisierte Thema Kindesmissbrauch im Internet schlägt sich in Statistiken nieder. Diese zeigen, dass fast ein Drittel der Kinder in Tschechien mit eigenen Augen gesehen hat, dass jemand vor einer Webcam vor ihnen masturbierte. Oft benutzen Täter ein gefaktes Profil, in dem sie sich selbst als Kinder ausgeben, was es ihnen leichter macht, „Gleichaltrige“ zu erreichen. Nachdem sie das Vertrauen eines Kindes gewonnen haben, versuchen sie, durch Tricks an Nacktaufnahmen der Kinder zu gelangen. Sobald sie Erfolg haben, erpressen sie das Kind, indem sie beispielsweise drohen, diese Fotos auf Facebook zu veröffentlichen oder an seine Schule zu verteilen.
Zora Duskova sagte im tschechischen Fernsehen: „Die zwei Generationen sind bei diesen Themen nicht verbunden. Die Kinder reden mit den Eltern nicht darüber, was sie im Cyber-Raum erleben.“ Sie ist die Leiterin des tschechischen Kinder-Krisenzentrums. Die Eltern müssten viel mehr mit ihren Kindern darüber sprechen, was sie erleben könnten, auch an Belastendem und Unangenehmem, so Duskova. Es sei keine Lösung, ihnen das Internet zu verbieten. Vielmehr müsste den Kindern beigebracht werden, diese Phänomene zu erkennen.

## Produktion

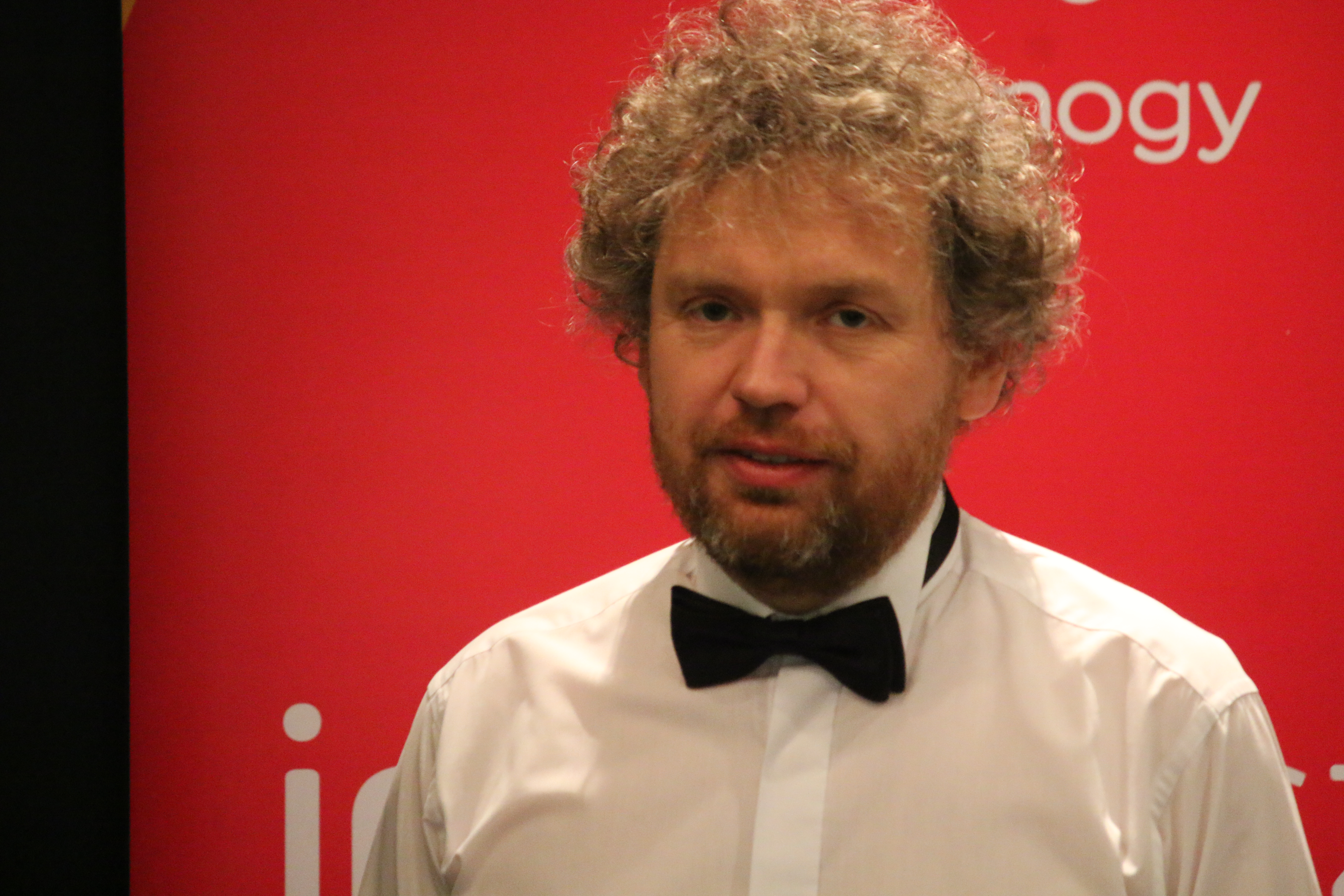
Regisseur Vít Klusák

Regie führten Barbora Chalupová und Vít Klusák, die auch das Drehbuch schrieben. Es gehe in Gefangen im Netz um Manipulation, so die Regisseurin Barbora Chalupová, dies sei das Hauptthema des ganzen Films: „Ein 16-jähriges Mädchen hätte bei einer Masturbationsanfrage den Typen in die Hölle gejagt, aber ein zwölfjähriges Mädchen, das im Prinzip einem Mann gegenüber sitzt, der so alt ist wie ihr Vater, eine Autorität – die macht das Skype nicht aus, sie traut sich nicht, hat Angst. Denn der Mann hat sie vielleicht schon am Haken, hat Fotos von ihr und es kann zu Erpressung kommen, was in unserem Film auch passiert ist.“
Es wurden drei volljährige Schauspielerinnen gecastet, die jünger aussehen und glaubwürdig 12-Jährige spielen können. Das Produktionsteam baute ein Filmset, das aus drei Zimmern bestand, das Mädchen in diesem Alter angemessen war. Diese wurden mit Plüschtieren, rosa Bettwäsche und Postern ausgestattet. Nach einer Seite offen wurden vor den Kinderzimmern Monitore und Aufnahmegeräte positioniert. Sie erstellten gefälschte Profile von 12-jährigen Mädchen in beliebten sozialen Netzwerken und bei Messengerdiensten. Sie sollten niemanden ansprechen, keine aufreizenden Fotos zeigen und abwarten, was passiert.
Die Dreharbeiten fanden unter der Aufsicht des Direktors der Helpline statt, einem auf Cyberkriminalität spezialisierten Psychologen, Sexologen, Anwalt und Kriminologen. Der Film zeigt auch persönliche Treffen der Schauspielerinnen mit den Tätern, unter der Aufsicht von Sicherheitsleuten und sechs versteckten Kameras. Die Schauspielerin Tereza Těžká erklärte, gleich am ersten Tag habe es ihr die Sprache verschlagen: „Als ich da saß und die Nachrichten nur so aufploppten. Ich habe echt nicht fassen können, was da gerade passiert. Ich fühlte mich unbeholfen. Ich war sauer. Ich fühlte Hass gegenüber den Männern, auch Mitleid, dass sie so armselig sind und was sie überhaupt für ein Problem haben zwölfjährige Mädchen anschreiben zu müssen.“
Der Film kam am 27. Februar 2020 in die tschechischen und am 5. März 2020 in die slowakischen Kinos. Der Kinostart in Deutschland erfolgte am 24. Juni 2021.
Gefangen im Netz gibt es in drei offiziellen Schnittversionen. Es gibt den weit verbreiteten Originalschnitt 15+ (100 Minuten), den Schnitt 12+ für die Schule (63 Minuten) und den unzensierten Schnitt 18+ (kein Zeitunterschied zwischen Originalschnitt, lediglich Nacktszenen wurden unscharf gestaltet).

## Rezeption

### Einsatz in der Bildung
Von der Deutschen Film- und Medienbewertung wurde Gefangen im Netz mit dem Prädikat Besonders wertvoll versehen. In der Begründung heißt es, die Radikalität der dokumentierten Gespräche und die Konsequenz der Darstellerinnen ermöglichten einen intimen und verstörenden Einblick in die verborgene Welt sexueller Übergriffe. In den persönlichen Treffen im zweiten Teil des Films würde dann teilweise die kriminelle Energie der Täter spürbar sowie auch deren Uneinsichtigkeit, da die Männer sich als gewöhnlicher Teil der Gesellschaft zu begreifen scheinen. Die Jury diskutierte insbesondere die ‚Fallenstellrhetorik’ des Versuchsaufbaus und die Simulationskraft des Webcam-Setups kontrovers, doch es komme der konsequenten Versuchsanordnung zugute, dass der Film einen überzeugenden und schockierenden Einblick in die dunkle Seite des Internets bietet. Daher sei er als Aufklärung für Eltern und Erzieher und Erzieherinnen gut geeignet. Die eher auf den informativen Aspekt reduzierte kürzere Fassung biete sich daher für den aufklärenden Schuleinsatz an.
Auf der vom österreichischen Filmverleih Filmladen initiierten Website „Kino macht Schule“, die sich an Lehrerinnen und Lehrer richtet, die mit dem Medium Film im Unterricht vertiefend arbeiten wollen, werden Materialien und Bilder für Schulzwecke als Download angeboten. Das Institut für Kino und Filmkultur hat zudem Material für die Schule und die Erwachsenenbildung erarbeitet.

### Kritiken und Erfolg
Michael Meyns schreibt in seiner Funktion als Filmkorrespondent der Gilde deutscher Filmkunsttheater, die Art und Weise, wie die Regisseure ihr fraglos hehres Ziel erreichen, sei nicht unbedenklich. Unterlegt von bisweilen reißerischer Musik, ähnele Gefangen im Netz oft einer dieser TV-Reportagen bei RTL oder SAT 1, in denen investigative Journalisten Missständen auf der Spur sind, die sie allerdings erst selber provozieren, um sie dann mit der Kamera einzufangen. Ähnlich werde auch hier vorgegangen, und ob der Zweck alle Mittel heiligt, sei die Frage: „Dass Gefangen im Netz auf ein wichtiges Thema aufmerksam macht ist aller Ehren wert, auch wenn die dazu nötigen Methoden nicht ganz unproblematisch erscheinen.“
Die Filmkritikerin Antje Wessels erklärt, Gefangen im Netz liefere weniger Antworten abseits des bekannten Appells an Eltern und Erziehungsberechtigte, die Internetgewohnheiten ihrer Schützlinge im Auge zu behalten und das Verhalten der Kinder genau zu analysieren. Stattdessen veranschauliche die Dokumentation, wie dreist und unvorsichtig die Täter vorgehen können, wenn die jungen Menschen nicht sofort realisieren, was ihr neuer Chatfreund für Absichten hat. Dies entkräftige das Argument, dem eigenen Kind würde so etwas nie passieren. Der Film wolle weniger neue Lösungsansätze bieten als sensibilisieren, und aus rein filmischer Sicht gesprochen, besteche Gefangen im Netz durch seine Unmittelbarkeit. Wessels resümiert: „Gefangen im Netz ist immer wieder nur schwer mitanzusehen, doch die Präzision des Versuchsaufbaus und der aufklärerische Mehrwert sowie die damit einhergehende Dringlichkeit dessen machen diesen Film zu einem schmerzhaften Must-See.“
Nach seinem Kinostart entwickelte sich Gefangen im Netz zum meistgesehenen Dokumentarfilm in der tschechischen Geschichte.

### Auszeichnungen (Auswahl)
Bergen International Film Festival 2020
- Nominierung für den Checkpoints Award (Barbora Chalupová und Vít Klusák)[17]

Český lev 2021
- Auszeichnung als Bester Dokumentarfilm (Barbora Chalupová und Vít Klusák)
- Nominierung als Beste Hauptdarstellerin (Tereza Tezká)
- Auszeichnung mit dem Publikumspreis / Film Fans’ Award (Barbora Chalupová und Vít Klusák)[18][19]

CPH:DOX 2020
- Nominierung für den CPH:DOX Award (Barbora Chalupová und Vít Klusák)[20]